# Chris Herndon
Christopher Herndon IV (* 23. Februar 1996 in Norcross, Georgia) ist ein ehemaliger US-amerikanischer American-Football-Spieler auf der Position des Tight Ends. Er spielte zuletzt für die Minnesota Vikings in der National Football League (NFL). Zuvor stand Herndon von 2018 bis 2020 bei den New York Jets unter Vertrag.

## Frühe Jahre
Herndon wuchs in seiner Geburtsstadt auf und besuchte dort die Norcross High School. Bei den dortigen Blue Devils fiel er durch gute Leistungen in der Footballmannschaft und konnte in seinem letzten Jahr den Ball für 543 Yards und sechs Touchdowns fangen. Nach seinem Highschoolabschluss erhielt er 2015 ein Stipendium von der University of Miami. In den drei Jahren, die er für die Miami Hurricanes spielte, kam er in 34 Spielen zum Einsatz und fing insgesamt 7 Touchdowns. Außerdem konnte er mit seinem Team 2016 den Russell Athletic Bowl gewinnen und wurde 2018 ins Second-Team All-ACC gewählt.

## NFL

### New York Jets
Herndon wurde im NFL Draft 2018 in der 4. Runde an 107. Stelle von den New York Jets ausgewählt. Dadurch wurde er der sechste Tight End dieser Draftklasse. Sein Debüt in der NFL gab Herndon am 10. September 2018 beim 48:17-Sieg der Jets gegen die Detroit Lions. Seinen ersten Touchdown erzielte er am 14. Oktober 2018 beim 42:34-Sieg gegen die Indianapolis Colts. Im Verlauf der Saison wurde Herndon zum Stammspieler als Tight End bei den New York Jets. Er fing den Ball in der Saison 2018 insgesamt 39 Mal für 502 Yards und 4 Touchdowns. Außerdem wurde er in das PFWA All-Rookie Team gewählt.
In der Saison 2019 wurde er von der NFL für die ersten vier Spiele suspendiert, nachdem er verbotene Substanzen zu sich genommen hatte. Im November verletzte er sich so schwer, dass die Saison für ihn vorzeitig endete. In der Saison 2020 gehörte er wieder zum Stammpersonal der Jets, konnte an seine Leistungen von 2018 allerdings nicht mehr ganz anknüpfen.

### Minnesota Vikings
Am 31. August 2021 gaben die Jets Herndon zusammen mit einem Sechstrundenpick im Austausch gegen einen Viertrundenpick an die Minnesota Vikings ab. Zuvor hatte sich bei den Vikings mit Irv Smith Jr. der Starter auf der Tight-End-Position am Meniskus verletzt. Er blieb über die Saison jedoch lediglich zweiter Tight End hinter Tyler Conklin. Sein Debüt für die Vikings gab Herndon direkt am 1. Spieltag der Saison 2021 bei der 24:27-Niederlage gegen die Cincinnati Bengals, bei der er allerdings keinen Pass fangen konnte. Am 6. Spieltag konnte er beim 34:28-Sieg gegen die Carolina Panthers seinen ersten Touchdown für die Vikings nach einem Pass von Quarterback Kirk Cousins fangen. Daraufhin stand er im folgenden Spiel, einer 16:20-Niederlage gegen die Dallas Cowboys erstmals in der Startformation seiner Mannschaft. Insgesamt kam Herndon in der Saison zwar in jedem Spiel, mit Ausnahme des letzten, zum Einsatz, konnte insgesamt jedoch nur vier Pässe fangen und sich nicht in der Offense der Vikings etablieren.

### New Orleans Saints
Am 4. August 2022 unterschrieb Herndon einen Vertrag bei den New Orleans Saints, wurde allerdings Ende des Monats bereits wieder entlassen. Im November wurde er von der Liga, obwohl vereinslos, für acht Spiele suspendiert.

## Karrierestatistiken
| Legende | Legende            |
| ------- | ------------------ |
| Fett    | Karrierehöchstwert |

| Saison                             | Team             | Spiele   | Spiele      | Gefangen  | Gefangen | Gefangen     | Gefangen | Gefangen | Fumbles | Fumbles         |
| Saison                             | Team             | Einsätze | als Starter | Passfänge | Yards    | Durchschnitt | Längste  | TD       | Fumbles | davon verlorene |
| ---------------------------------- | ---------------- | -------- | ----------- | --------- | -------- | ------------ | -------- | -------- | ------- | --------------- |
| 2018                               | Jets             | 16       | 12          | 39        | 502      | 12,9         | 32       | 4        | 2       | 0               |
| 2019                               | Jets             | 1        | 0           | 1         | 7        | 7,0          | 7        | 0        | 0       | 0               |
| 2020                               | Jets             | 16       | 13          | 31        | 287      | 9,3          | 26       | 3        | 2       | 2               |
| 2021                               | Vikings          | 16       | 5           | 4         | 40       | 10,0         | 17       | 1        | 0       | 0               |
| Gesamte Karriere                   | Gesamte Karriere | 49       | 30          | 75        | 836      | 11,1         | 32       | 8        | 4       | 2               |
| Quelle: pro-football-reference.com |                  |          |             |           |          |              |          |          |         |                 |